# Gusztáv és a szendvics
A Gusztáv és a szendvics a Gusztáv című rajzfilmsorozat negyedik évadának huszonharmadik epizódja.

## Rövid tartalom
A bankpénztáros Gusztáv udvariasan, ellenállás nélkül adja át a pénzt és az értékeket a bankrablónak. Csak akkor szabadul el a pokol, amikor a telhetetlen bandita Gusztáv sonkás zsemléjére is szemet vet.

## Alkotók
- Rendezte: Jankovics Marcell, Kovács István
- Írta és tervezte: Kovács István
- Dramaturg: Lehel Judit
- Zenéjét szerezte: Deák Tamás
- Operatőr: Janotyik Frigyes
- Hangmérnök: Bársony Péter
- Vágó: Czipauer János
- Háttér és képterv: Szoboszlay Péter
- Rajzolták: Kovács István, Vásárhelyi Magda
- Színes technika: Kun Irén
- Gyártásvezető: Marsovszky Emőke
- Produkció vezető: Imre István

A Magyar Televízió megbízásából a Pannónia Filmstúdió készítette.